# Znanstvena knjižnica Zadar
Znanstvena knjižnica Zadar djeluje od 1855. godine.

## Povijest
Knjižnica je izvorno osnovana 1855. godine, ali s radom započinje 18. kolovoza 1857. godine. Nazvana je „Biblioteca Comunale Paravia” po osnivaču Pietru Alessandru Paraviji. Već prve godine je fond knjižnice sadržavao oko 18.000 svezaka knjižnične građe.
Znatan dio za knjižnicu pristizao je od darova zadarskih obitelji. Godine 1913. knjižnica sadrži oko 40.000, a 1932. oko 60.000 jedinica knjižnične građe. Knjižnica se nalazila u prostoru Gradske lože do 1938. godine kada je zbog nedostatka prostora preseljena u krilo nove zgrade Općine. Za vrijeme talijanske uprave nisu nabavljane knjige i časopisi na hrvatskom jeziku.
Godine 1941. talijanska uprava odnosi u Italiju 5100 jedinica najvrjednije knjižnične građe. Među se nalazilo i rijetkih knjiga kao što je „Judita” (1521.), sve inkunabule, rukopisi i pergamene. Građa je ostala u Italiji do 1961. godine kada je vraćena natrag. Od 1943. do 1944. godine knjižnica je prestala s radom te je ponovno otvorena za javnost 14. listopada 1945. kao „Narodna biblioteka”. Narodna se biblioteka početkom 1949. godine razdvaja u dvije samostalne ustanove: „Naučna biblioteka”, koja nastavlja samostalno djelovati u postojećim prostorima, te „Gradska biblioteka” koja je tada smještena u zgradu Doma kulture (Kneževa palača). Zbog velikog rasta fonda gradske su vlasti odlučile Naučnu biblioteku preseliti u zgradu bivše austrijske vojarne.
Od 1990. godine postaje pridružena članica Sveučilišta u Splitu, a 1992. godine mijenja svoj naziv u „Znanstvena knjižnica”. Za vrijeme Domovinskog rata knjižnica je stradala u dva navrata; u listopadu 1991. je pogođena izravno s desetak granata te u svibnju 1992. godine. Ukupna ratna šteta procijenjena je na iznos od 200.000 EUR.

## Počasti
- Nagrada Grada Zadra za zapažene uspjehe na polju znanosti i kulture.[1]

### Mrežna sjedišta
- Povijest. Znanstvena knjižnica Zadar. Pristupljeno 7. veljače 2025.